# Непростимо
„Непростимо“ (на английски: Unforgiven) е американски игрален филм от 1992 г., продуциран и режисиран от Клинт Истууд по сценарий на Дейвид Уеб Пийпълс. Освен Истууд, в него се изявяват и други известни актьори като Джийн Хекман, Морган Фрийман и Ричард Харис.

## Сюжет
Във филма се разказва историята на Уилям Мъни – застаряващ престъпник и убиец, който се заема да изпълни още една поръчка години, след като е оставил оръжието и се е заел с фермерство. Това е мрачен уестърн, засягащ открито най-отблъскващите аспекти на насилието и мита за Дивия Запад.

## В ролите
| Актьор         | Роля                |
| -------------- | ------------------- |
| Клинт Истууд   | Уилям „Уил“ Мъни    |
| Джийн Хекман   | „Малкия“ Бил Даджет |
| Морган Фрийман | Нед Лоугън          |
| Ричард Харис   | Инглиш Боб          |

## Награди и номинации
„Непростимо“ е отличен с четири награди „Оскар“:
- 1993 Оскар за най-добър филм
- 1993 Оскар за най-добър режисьор – Клинт Истууд
- 1993 Оскар за най-добра поддържаща мъжка роля – Джийн Хекман
- 1993 Оскар за най-добър за монтаж – Джоел Кокс

Филмът е поставен от Американския филмов институт в някои категории както следва:
- АФИ 100 години... 100 филма – #98
- АФИ 100 години... 100 филма (10-о юбилейно издание) – #68
- АФИ 10-те топ 10 – #4 Уестърн
- През 2004 година, филмът е избран като културно наследство за опазване в Националния филмов регистър към Библиотеката на Конгреса на САЩ.

## Български дублаж
На 4 март 2018 г. е излъчен по bTV Cinema с български войсоувър дублаж на Медиа Линк. Екипът се състои от:
| Преводач            | Майя Пачникова                                                                |
| Тонрежисьор         | Стамен Янев                                                                   |
| Режисьор на дублажа | Михаела Минева                                                                |
| Озвучаващи артисти  | Милена Живкова Любомир Младенов Станислав Димитров Иван Танев Николай Николов |